# Wilhelm Müller (Handballspieler)
Wilhelm Müller (* 5. Dezember 1909 in Mannheim; † 22. Februar 1984 in Murnau am Staffelsee) war ein deutscher Feldhandballspieler.
Müller spielte für den SV Waldhof Mannheim, mit dem er 1933 Deutscher Meister und 1937 Deutscher Vizemeister wurde. Bei den Olympischen Spielen 1936 wirkte Müller in zwei Spielen der deutschen Nationalmannschaft mit, beim 10:6-Sieg im Finale gegen Österreich stand er allerdings nicht in der Mannschaft. Zwei Jahre nach dem Olympiasieg nahm Müller an der ersten Feldhandball-Weltmeisterschaft der Männer 1938 teil, auch hier gewann die deutsche Mannschaft den Titel. Insgesamt wirkte er von 1935 bis 1938 in acht Länderspielen mit.